# Тупак Юпанкі
Тупак Інка Юпанкі (кеч. Tupaq Inka Yupanki, † 1493, Чінчіру) — 2-й Сапа Інка Імперії Інків в епоху її розквіту. Був при владі з 1471 до 1493 року. Загальна площа Імперії Інків в епоху правління Тупака Інка Юпанкі склала 985 тис. км².

## Життєпис

### Молоді роки
Походив з династії Верхнього Куско. Син Пачакутека, імператора Тауантінсую. Спочатку не мав жодних прав на трон, оскільки спадкоємцем трону був його старший брат Інка Амару. До 16 років мешкав у палаці Коріканча, водночас здобув класичну освіту в ячауасі. За наказом батька одружився зі зведеною сестрою Мама Окльо.
У 1450-х роках Тупака Юпанкі його батько Пачакутек призначив своїм спадкоємцем. Готуючи до керування державою та навчання у військовій справі, Тупак Юпанкі призначили до війська на чолі його стрийком Капак Юпанкі, який у 1460–1465 роках здійснив великий північний похід. Згодом Тупак Юпанкі проявив себе талановитим полководцем і отримав титул апукіспай, головнокомандувача військом.

### Походи
У 1471 році він успадкував владу і став десятим інкою на чолі держави. Під його керівництвом імперія досягла максимального розширення. Спочатку з м.Кахамарка здійснив похід проти племені чачапоя у низині Мараньйон.
Перемігши чачапоя і взявши в полон головного сінчі, тобто верховного вождя їх племені, Чукісокті, Тупак Юпанкі спрямував війська проти могутньої держави Чиму. Спочатку війська інків атакувало військо супротивника на чолі з правителем Мінчанкаманом. Після запеклих боїв було захоплено долину Хекетепеке. Після цього рушив до гірської частини (кордон сучасного Перу), де в ході 5-місячної військової кампанії було підкорено плем'я пальта. Слідом за цим інками було атаковано плем'я каньярі (сучасний південний Еквадор). У кровопролитних битвах в районі міста Гуапонделіг Тупак Юпанкі у 1480 році підкорив каньярі.
За цим імператор повернувся до Куско, але незабаром повернувся на північ імперії. Тут зробив адміністративним центром держави місто каньярі Туміпампа («місто ножів»), який інки швидко перетворили на типове місто інкської провінції з усіма атрибутами провінційної столиці — з храмом Інті, домом «наречених Сонця», палацами для Сапа Інки та інших вельмож держави, з військовими складами і коморами. Тут Тупак Юпанкі став готувати кампанію проти держави Кіту, де тоді володарював ширі (цар) Уалкопо з династії Дучіцелья (родичів чибча-муїсків). Проте, спочатку створивши флот з бальсових плотів захопив о. Пуна (напроти сучасного м.Гуаякіль).
Перед походом проти держави Кіту, Тупак Юпанкі вирішив остаточно підкорити Чиму, яке вирішив атакувати з півночі. Перед тим рушив на васала Чиму — місто-державу Тумбес, — яка керувалася жінками-правительками (капульяна). Тумбес підкорилося без спротиву. Лише після цього розпочалася військова кампанія з двох сторін — півночі й півдня. Після захоплення захоплення важливої фортеці Парамонги, армія інків підійшла до столиці Чиму — Чан-Чану. Незабаром вона пала, а правителя Мінчанкамана відправлено до Куско. разом з цим до столиці Тупак Юпанкі відправив майстрів з кераміки, скульпторів, ювелірного мистецтва, якими славилася Чиму.
Наступним військовим походом став похід проти держави Кіту, яке після тривалої боротьби було захоплено. Столиця підкореної — Кіту — перетворилася на північну столицю імперії. Слідом за цим Тупак Юпанкі рушив до племен Амазонської низини, де він досяг річки Амарумайо («річка анаконд»), званої нині Мадре-де-Дьос. Потім правитель інків почав просуватися до річки Манаус, що протікає через джунглі, і далі до Паітіті. Тут він отримав звістку про велике повстання в чверті Кольасую (колишній державі аймара). Завдяки швидким діям це повстання вдалося придушити.
Від озера Тітікака Тупак Юпанкі повів війська на південний схід нинішньої Болівії, до північних кордонів Парагваю, прямуючи насамперед до володінь племени чаркас. Під час походу мешканці міста-держави Тукуман добровільно підкорилося інкам. Після підкорення чаркас Тупак Юпанкі відправив військо на чолі із сином Сінчі Рока на північ сучасної Чилі. Перейшовши пустелю Атакама Сінчі Рока переміг плем'я діагітів, після чого зайняв долину, де сьогодні розташовано місто Сантьяго‑де‑Чилі. Втім у 3-денній битві при річці Мауле інки зазнали поразки від племені араукан. В результаті річка Мауле стала південнішим кордоном Тауантінсую.

### Внутрішня політика
Аристократія підкорених народностей була запрошена в Куско і наділена важливими постами в управлінні державою. Цей крок забезпечив не тільки внутрішній спокій, але і привернув художників, мислителів і учених до столиці.

## Морські мандрівки
За словами іспанця Педро Сарм'єнто де Гамбоа, в епоху правління Тупака Юпанкі в інків існував флот з бальсових плотів, на яких вони (можливо навіть особисто Тупак Юпанкі) плавали океаном в далекі країни.
За легендами інків в ході плавання були виявлені два острови. Перший острів інки називали Ауачумбі, інший — Ніначумбі. В своїх оповіданнях інки одностайно стверджували, ніби на цих тихоокеанських островах Тупак Юпанкі виявив і взяв у полон безліч чорношкірих людей. Існує гіпотеза, заснована на археологічних знахідках на Острові Пасхи, що вони навіть досягали цього острова. за іншою версією — це були Соломонові острови з Меланезії. Більш правдоподібною є версія, згідно якої Тупак Юпанкі відвідав Галапагоські острови.

## Загибель
У 1480-х роках вплив при дворі отримала дружина Чуйкі Окльо, яка домоглася від Тупак Юпанкі підготувати рішення щодо оголошення її сином спадкоємцем трону Інку Уарі. Головна дружини Мама Окльо вирішила боротися за збереження статусу спадкоємця за своїм сином Уайна Капаком. Зрештою Тупак Юпанкі було отруєно в 1493 році, а на престол зійшов його син Уайна Капак, який правив до 1527 року. Він успадкував добре організовану державу і боєздатну армію розміом понад 300 тисяч вояків.